# Olisthodiscales
Ordre
Les Olisthodiscales sont un ordre d’algues de l’embranchement des Ochrophyta et de la classe des Olisthodiscophyceae.

## Liste des familles
Selon AlgaeBase (12 mars 2022) :
- Olisthodiscaceae Cavalier-Smith, 2013